# Alessandro Cicognini
Alessandro Cicognini (25 de janeiro de 1906 – 9 de novembro de 1995) foi um compositor italiano de música cinematográfica . 

## Biografia
Nascido em Pescara, Cicognini foi treinado classicamente no Conservatório de Milão .  Em 1933, ele compôs uma ópera, Donna Lombarda, inspirada em uma balada popular. A partir daí, com exceção de Messa a 5 voci e Saul, ele concentrou suas atividades na composição de partituras musicais para mais de 100 filmes, colaborando frequentemente com os cineastas Vittorio de Sica e Alessandro Blasetti .  Grande parte de sua música cinematográfica utiliza pequenos conjuntos e instrumentação incomum, em vez das exuberantes partituras orquestrais comuns à música cinematográfica de meados do século XX. Seu estilo foi descrito como romântico tardio e foi caracterizado por imediatismo e cativação.  Em 1965, ele se aposentou da composição do filme e se tornou professor; uma de suas trilhas sonoras, para o filme Stazione Termini de 1953, foi reutilizada em What's Eating Gilbert Grape em 1993. 
Cicognini morreu em Roma, em 9 de novembro de 1995, com 89 anos de idade. 

## Trilhas sonoras
- What's Eating Gilbert Grape (1993) (de Stazione Termini (1953))
- Il compagno don Camillo (1965)
- The Pigeon That Took Rome (1962)
- Il giudizio universale (1961)
- Don Camillo monsignore... ma non troppo (1961)
- A Breath of Scandal (1960)
- It Started in Naples (1960)
- Bread, Love and Andalusia (1959)
- The Black Orchid (film) (1958)
- Anna di Brooklyn (1958)
- È arrivata la parigina (1958)
- Vacanze a Ischia (1957)
- Padri e figli (1957)
- Il tetto (1956)
- Il bigamo (1956)
- La fortuna di essere donna (1956)
- La banda degli onesti (1956)
- La finestra sul Luna Park (1956)
- Loser Takes All (film) (1956)
- Tempo di villeggiatura (1956)
- Totò, Peppino e i fuorilegge (1956)
- Pane, amore e... (1955)
- Don Camillo e l'onorevole Peppone (1955)
- Summertime (1955)
- Gli ultimi cinque minuti (1955)
- L'arte di arrangiarsi (1955)
- Siamo uomini o caporali (1955)
- Ulysses (1954)
- Peccato che sia una canaglia (1954)
- L'oro di Napoli (1954)
- Pane, amore e gelosia (1954)
- Tempi nostri (1954)
- Graziella (1954)
- Pane, amore e fantasia (1953)
- Siamo donne (1953)
- Il ritorno di Don Camillo (1953)
- Stazione Termini (1953)
- Gli eroi della domenica (1953)
- Wanda la peccatrice (1952)
- Two Cents Worth of Hope (1952)
- Don Camillo (1952)
- Buongiorno, elefante! (1952)
- Umberto D. (1952)
- Altri tempi (1952)
- Moglie per una notte (1952)
- Il segreto delle tre punte (1952)
- La strada finisce sul fiume (1951)
- Guardie e ladri (1951)
- I sette nani alla riscossa (1951)
- Cameriera bella presenza offresi... (1951)
- Miracolo a Milano (1951)
- Prima comunione (1950)
- Cavalcata d'eroi (1950)
- Domani è troppo tardi (1950)
- Il ladro di Venezia (1950)
- Vogliamoci bene! (1950)
- Fiamma che non si spegne (1949)
- Il grido della terra (1949)
- Il Conte Ugolino (1949)
- Ho sognato il Paradiso (1949)
- Paolo e Francesca (1949)
- Rondini in volo (1949)
- Lo sparviero del Nilo (1949)
- Ladri di biciclette (1948)
- Il cavaliere misterioso (1948)
- Les Misérables (1948)
- Il cavaliere del sogno (1947)
- Ultimo amore (1947)
- Il duomo di Milano (1947)
- Cronaca nera (1947)
- Le avventure di Pinocchio (1947)
- Sciuscià (1946)
- La sua strada (1946)
- Lo sconosciuto di San Marino (1946)
- Due lettere anonime (1945)
- La resa di Titì (1945)
- Nessuno torna indietro (1945)
- Tristi amori (1943)
- A Living Statue (1943)
- Il nostro prossimo (1943)
- Quattro passi fra le nuvole (1942)
- Pastor Angelicus (1942)
- Quarta pagina (1942)
- La maestrina (1942)
- Primo amore (1941)
- La corona di ferro (1941)
- Ridi pagliaccio! (1941)
- Giuliano de' Medici (1941)
- Senza cielo (1940)
- Don Pasquale (1940)
- Una romantica avventura (1940)
- La peccatrice (1940)
- Beyond Love (1940)
- Melodie eterne (1940)
- La Nascita di Salomè (1940)
- Centomila dollari (1940)
- Un'avventura di Salvator Rosa (1939)
- Retroscena (1939)
- Il documento (1939)
- Cavalleria rusticana (1939)
- Una moglie in pericolo (1939)
- I grandi magazzini (1939)
- Castelli in aria (1939)
- Napoli che non muore (1939)
- Ettore Fieramosca (1938)
- Napoli d'altri tempi (1938)
- Partire (1938)
- Le due madri (1938)
- Il corsaro nero (1937)
- I due misantropi (1937, uncredited)
- I due sergenti (1936, uncredited)